# Kennedy Cove
Die Kennedy Cove ist eine Nebenbucht der Wylie Bay an der Südwestküste der Anvers-Insel im westantarktischen Palmer-Archipel. Sie liegt nördlich der Loudwater Cove.
Das Advisory Committee on Antarctic Names benannte sie 1998 nach Henry Kennedy, von 1985 bis 1990 stellvertretender Direktor des Unternehmens ITT Antarctic Services aus Colorado Springs und dabei verantwortlich für die Bereitstellung diverser Forschungsschiffe.